# Ørsta
Ørstaⓘ là một đô thị ở hạt Møre og Romsdal, Na Uy.
Đô thị này đã được tách khỏi Volda ngày 1 tháng 8 năm 1883. Các đô thị Hjørundfjord và Vartdal đã được nhập vào with Ørsta ngày 1 tháng 1 năm 1964.
Tên đô thị này được đặt theo Ørstafjorden (tiếng Na Uy Cổ Œrstr).
48% diện tích của khu cực này (286 km2) có chiều cao trên 600 m.